# Чихуахуа (куче)
 Тази статия е за породата кучета.  За щата в Мексико вижте Чиуауа.  
Чихуахуа е една от най-малките породи кучета в света. Произхожда от Мексико, по-точно от територията на щата Чихуахуа, от който произлиза и името ѝ. Чихуахуа е диво куче, което е било опитомено по времето на цивилизацията на Толтеките.  Призната е през 1850 г., но предците ѝ са използвани още от Толтеките, които ги погребвали заедно с мъртъвците и вярвали, че помагат на мъртвия да премине в отвъдния свят. Когато конкистадорите дошли в Америка, течичи били кръстосани с азиатски породи. Съвременните чихуахуа са селектирани през 1850 г. в Каса Гранде, щат Чихуахуа. Щатът граничи с американските Тексас, Аризона и Ню Мексико, откъдето започнала породата да се разпространява по целия свят. Съществуват два вида чихуахуа: дългокосместо и гладкокосместо. Има и разновидност на породата със средна дължина на козината, но тя не е призната.
Чихуахуа се откроява като будно и много смело куче. Нормално ниво на активност.Отличава се с висока интелигентност. Кучето чихуахуа е предано, неспокойно, общително и вярно.
Като цяло тази порода създава много силна емоционална връзка със стопаните си и силно се привързва към тях. 
Обичайно е за чихуахуа да се опитва да привлече вниманието ви или да ревнува.
Чихуахуа е много умно куче и лесно може да бъде обучено да изпълнява както елементарни, така и по сложни команди.
Чихуахуа е една от най-популярните и обичани породи кучета в света!
Главата на кучетата от породата има характерна ябълко образна форма. Муцуната е къса. Очите са големи, кръгли и тъмноцветни. Носната гъба е с цвета на очите. Ушите са прави, големи, широки в основата и закръглени в края. Опашката е дълга, сърповидна и изпъната нагоре. Допустим е всякакъв цвят, но обикновено се срещат сив, тигров и шоколадов цвят.
Породата има обичайната нестабилна психика за дребна порода, въпреки че много рядко могат да се срещнат истерични индивиди. Смята се, че гладкокосместите чихуахуа са по-активни и темпераментни от дългокосместите. Представителят на породата обича своя стопанин, понякога е ревнив, но никога злобен.
Едно от най-сериозните предимства на тази порода е, че са много лесни за гледане. Те са супер за градски условия, предпочитат честите пред дългите разходки, ядат между средно и малко, изискват много малко поддръжка и имат сравнително малко ставни или мускулни проблеми – дори и когато остареят. Почти не пускат косми.